# Basil Boioannes
Basil Boioannes (Βασίλειος Βοϊωάννης) på Græsk og Bugiano på Italiensk), var det byzantinske kejserriges catapan (guvernør/vicekonge) i Italien (1017 – 1027) og var en af de berømteste byzantinske generaler på sin tid. Hans indsats gjorde det muligt for kejserriget at genetablere sin magt i Syditalien efter flere århundreders tilbagegang. Da han var borte, formåede hans efterfølgere dog ikke at holde fast i erobringerne, og i løbet af de næste årtier kom hele Syditalien efterhånden under normannisk herredømme.

## Boioannes i Syditalien
Da Boioannes blev udnævnt af kejser Basil 2., var der oprør i Apulien og situationen var kritisk. Boioannes bad om forstærkninger fra Konstantinopel, og i december 1017 ankom en hær til Bari, veltrænede soldater med en afdeling af Varægergarden i spidsen. Oprørsstyrkerne bestod primært af lombarder under ledelse af Melus af Bari og dertil en afdeling normanniske riddere, som Melus havde hyret. De to parter stødte sammen ved Ofanto-floden i Apulien i slaget ved Cannae i 1018. Oprørerne havde ikke en chance, og de blev slået lige så afgørende, som Hannibal havde slået romerne samme sted, godt 1.200 år tidligere.
Boioannes ønskede en mere effektiv beskyttelse af adgangen til Apulien, og derfor gik han straks i gang med at få opført en stor fæstning ved det pas i Apenninerne der fungerede som en af adgangsvejene. Byen omkring fæstningen gav han navnet Troia til ære for den gamle græske by Troja. Til at lede garnisonen på fæstningen hyrede han i 1019 nogle af de normanniske riddere, der endnu var i området. Derefter fortsatte han tilbageerobringen af de gamle byzantiske områder i Syditalien, og det lykkedes, med undtagelse af fyrstedømmet Benevento, der forblev tro mod Pavestaten, omend i stærkt reduceret udgave.
Pave Benedikt 8. var urolig over magtskiftet i syd, og i 1020 rejste han til Bamberg for at rådføre sig med den tysk-romerske kejser Henrik 2.. Kejseren så ingen grund til handling, men skiftede mening, da begivenhederne udviklede sig de følgende måneder. Boioannes og hans nye allierede, fyrst Pandulf 4. af Capua, angreb i 1020 det fæstningstårn ved Garigliano-floden, hvor Melus' svoger Dattus havde forskanset sig. Dattus blev fanget, bundet, og puttet i en sæk sammen med en abe, en slange og en hane. Sækken blev smidt i havet. Da fæstningstårnet lå i paveligt område, og dermed var under kejserlig beskyttelse, kunne Henrik 2. ikke sidde denne provokation overhørig. I 1021 marcherede han med en hær til Syditalien for at angribe Boioannes i Apulien. Den kejserlige hær gjorde holdt ved den nye fæstning i Troia og belejrede den i tre måneder uden resultat. Så kom kejseren på bedre tanker, og i 1022 blev der lavet en traktat, der garanterede status quo i området. Boioannes gav som tak Troias borgere særlige privilegier.
I de følgende år fortsatte Boioannes med at udbygge det byzantinske kejserriges magt i området, og det gik så godt, at han i 1025 var i færd med at forberede en landgang på Sicilien, der var gammelt byzantisk område, men nu besat af araberne. Så døde kejser Basilios 2., og hans efterfølger Konstantin 8. aflyste ekspeditionen. Boioannes sørgede i stedet for at bringe sin gamle våbenfælle, Pandus 4. tilbage til magten i Capua. Pandus var i 1022 blevet belejret og fanget af en tysk-romersk hær som straf for angrebet på Dettus. Efter to års fangenskab i Tyskland blev han imidlertid sluppet fri, og Boioannes hjalp ham i 1026 med at tilbageerobre Capua. Det blev hans sidste kampagne. I 1027 blev han kaldt tilbage til Konstantinopel, og hans efterfølgere på posten fik snart sat erobringerne over styr.
I 1041 blev Boioannes' søn Exaugustus Boioannes udnævnt til catapan, men han holdt mindre end et år på posten.

## Eksterne links
- History of the Norman World Arkiveret 9. januar 2006 hos  Wayback Machine.
- The Reign of Basil II.